# Numéro
Numéro — международный (в оригинале — французский) журнал о моде, дизайне и искусстве для женщин, издаваемый с марта 1999 года издательским домом «Groupe Alain Ayache». С марта 2013 года выпускается российская версия журнала издательским домом «Медиа групп»

## История создания
Журнал «Numéro» был основан в 1999 году в Париже его главным редактором — Элизабет Дьян, которая на вопрос: «Почему вы решили создать этот журнал» ответила так:
«Мне было скучно читать все эти женские журналы, которые рассказывали как соблазнить мужчину. Я захотела создать журнал для интеллектуальных, умных женщин, которые хотят узнавать новое о моде, дизайне, искусстве, музыке, а не читать про крема от морщин».
Первый номер журнала вышел в свет в марте 1999 года с Кейт Мосс на обложке. В феврале 2009 вышел юбилейный 100-й номер журнала. Список российских моделей, украшавших обложку «Numéro», включает в себя имена: Анна Вьялицына, Анна Селезнёва, Дарья Строкоус, Евгения Володина, Екатерина Григорьева, Кристина Цирекидзе, Маша Новосёлова, Наталья Водянова, Наташа Поли, Саша Лусс, Саша Пивоварова.
В разное время с журналом сотрудничали такие именитые фотографы, как Грег Кадел, Карл Лагерфельд, Мерт и Маркус, Сёльве Сундсбё, Патрик Демаршелье, Питер Линдберг, Жан-Батист Мондино.
В 2007 году была запущена мужская версия журнала — «Numéro Homme».

## Numéro в других странах
Международная экспансия издания началась со стран Азии. Первой такой страной запустившей свою версию журнала стала Япония, когда в апреле 2007 года вышел в свет первый номер «Numéro TOKYO» с британской топ-моделью Кейт Мосс на обложке. Кроме моделей на обложке японского издания успели побывать певицы Лана Дель Рей и Скай Феррейра.
Через год после Японии журнал стали издавать и в Корее. Первый номер «Numéro Korea» вышел в августе 2008 года. На его обложку была помещена российская топ-модель Саша Пивоварова. Однако корейская версия просуществовала недолго и в 2010 году журнал был закрыт.
В сентябре 2010 журнал начал свой выпуск в Китае. Дебютный выпуск «Numéro China» вышел с 2 обложками, на которых была китайская модель Лю Вень. Китайское издание чаще остальных помещает на обложку журнала местных моделей. Из иностранных моделей на обложке побывали: Анна Иверс, Анна Селезнёва, Влада Рослякова, Даутцен Крус, Лия Кебеде, Саша Пивоварова, Татьяна Патитц, Тони Гаррн, Жиневра ван Синус, Эди Кэмпбелл, Эдита Вилкевичуте, Энико Михалик.
В 2012 году журнал был запущен в Таиланде.
В марте 2013 «Numéro» приходит в Россию и уже до выхода первого номера привлёк к себе внимание тем, что на пост главного редактора российского издания был назначен легендарный Андре Леон Телли — человек, чьё имя неразрывно связано с американским Vogue и лично Анной Винтур. В Москву он приезжает раз в месяц, а всё остальное время редакцией руководит Алёна Исаева — заместитель главного редактора. На обложку дебютного номера «Numéro Россия» была помещена британская супермодель Наоми Кэмпбелл. С 2016 по 2017 год главным редактором значилась Мария Невская.